# Ignaz Kaufmann
Ignaz Kaufmann (* 13. Januar 1885 in Braunseifen; † 16. April 1975 in Buenos Aires) war ein deutsch-britischer Maler der Verschollenen Generation. Künstlerisch war er ein Expressionist mit spätimpressionistischen Zügen. Seine Motive waren hauptsächlich Stadtansichten, Stillleben und Porträts.

## Leben und Werk
Ignaz Kaufmann stammt aus einer jüdischen Familie und lebte von 1885 bis 1891 in dem kleinen Dorf Braunseifen im damaligen Mähren, heute Tschechien. 1891 zog die Familie nach Wien. Dort war tagsüber ein Schildermaler sein erster Zeichenlehrer und abends ging er in eine Zeichenschule.
Später studierte er zwei Jahre an der Graphischen Lehr- und Versuchsanstalt der Österreichischen Museen in Wien, noch vor dem Ersten Weltkrieg sechs Jahre an der Kgl. Akademie der Bildenden Künste in Stuttgart. Anschließend unternahm er längere Studienreisen nach Paris und Italien. Dann begann der Erste Weltkrieg, den er vollständig miterlebte und als Artillerieoffizier beendete. Danach war Ignaz Kaufmann für ein Semester an der Wiener Kunstakademie und unternahm anschließend weitere Studienreisen nach Paris, Venedig, Wien und Berlin.
1926 arbeitet er für die „Menorah“, ein jüdisches Familienblatt für Wissenschaft, Kunst und Literatur, das in Wien und Frankfurt am Main erschien. Ab 1927 war er Mitglied des Stuttgarter Künstlerbundes. Er schuf u. a. Stadtansichten, Bildnisse und Figürliches. Mehrere Stadtansichten von Stuttgart sind heute im Besitz der Stadt Stuttgart.
Nach der Machtergreifung der Nationalsozialisten bekam er schon im Jahre 1933 Malverbot. Im August 1935 konnte er seine Bilder noch einmal in der „Jüdischen Kunstausstellung“ in Stuttgart zeigen. In den Jahren danach setzte er sich für andere bedrängte jüdische Mitbürger ein, indem er sie am Stuttgarter Lehrhaus auf ihre Emigration vorbereitete. Der Lehrhausverein bot Lehrgänge für Werkarbeit an, mit dem Ziel, den Teilnehmern das Prinzip des „Hilf-Dir-Selbst“ zu vermitteln. Diese Kurse richteten sich vor allem an Emigranten mit dem Ziel Palästina (fünfte Alija und Alija Bet). Die Leitung der Kunstkurse übernahmen Ignaz Kaufmann und sein Malerkollege Hermann Fechenbach. Diese Arbeit kam besonders den „Großen Abenden“ des Lehrhauses und der Jüdischen Kunstgemeinschaft zugute, an deren Gestaltung beide Maler als Bühnenbildner mitwirkten.
Nebenbei trieb Ignaz Kaufmann auch seine eigene Emigration voran, die ihm 1939 mit seiner Familie gelang. Er ging nach London, wo er zunächst als feindlicher Ausländer interniert und nach einem Jahr freigelassen wurde. Am 10. Dezember 1939 wurde ihm vom Deutschen Reich die deutsche Staatsbürgerschaft aberkannt. Ignaz Kaufmann starb 1975 in Buenos Aires.
Verheiratet war er mit Jonna Hansa Eisemann (geb. am 22. Mai 1896 in Amsterdam).

## Werke (Auswahl)
- Menschen im Park (Öl auf Leinwand, 65 × 55 cm, 1923)[8]

- Stillleben mit Blumentopf und rotem Tischtuch (Öl auf Leinwand, 55 × 64 cm, 1921)[9]

- Spielende Kinder im Park (Öl auf Leinwand, 56 × 65 cm, 1921)[10]

- Am Neckar (Öl auf Leinwand, 65 × 75 cm, 1932)[11]

- Reges Treiben auf dem Stuttgarter Schlossplatz (Öl auf Leinwand, 75 × 78 cm, 1919)[12]

- Blick in die Königstraße in Stuttgart (Öl auf Leinwand, 82 × 61 cm, 1933)[13]

- Sommerfrische am Neckar (Öl auf Leinwand, 56 × 66 cm, 1923)[14]